# 石头城遗址 (塔什库尔干塔吉克自治县)
石頭城遺址位於中國新疆喀什地区塔什库尔干塔吉克自治县縣城東北側的山坡上，面積10萬平方米，現存晉時期與唐時期的城址、寺院和清代官署。城址呈橢圓形，牆以石為基，上部用土坯砌成。

## 歷史
漢代這裡是西域三十六國之一的蒲犁國王城，又稱蒲犁谷。當時這裡距離長安有九千五百五十里。城內有六百五十戶，人口數量約五千口，士兵有二千人。往東北走五千三百九十六里可到西域都護府治所，往東走五百四十里可到莎車，往北走五百五十里可到疏勒，南邊與西夜、子合等國接壤，往西走五百四十里可到無雷國。官制是侯、都尉各一人。糧食來自莎車。風土民俗與子合相同。
約在羯盤陀時期，開始大規模建造城郭。
唐朝，這裡為守護城。
元朝初期，這裡曾經大興土木，使舊城換新顏。
清代先後在這裡設立了蒲犁廳和蒲犁縣，目前所見遺址大部分為清代建築。